# Tapiromorpha
Tapiromorpha (лат.) — подотряд непарнокопытных, включающий существующие надсемейства  носорогообразных и тапирообразных, а также всех вымерших непарнокопытных, более близких им, а не лошадеобразным.

## Классификация

### Носорогообразные

#### Носороговые
Семейство носороговые (Rhinocerotidae) делится на 2 подсемейства, включающие 7 триб и 61 род, из которых 57 родов — вымершие:
- Подсемейство Rhinocerotinae
  - † Триба Aceratheriini
    - †Aceratherium — Ацератерии — 33,9—3,4 млн лет назад
    - †Acerorhinus — 13,6—7,0 млн лет назад
    - †Alicornops — 13,7—5,33 млн лет назад
    - †Aphelops — Афелопсы — 20,43—5,33 млн лет
    - †Chilotheridium — 23,03—11,61 млн лет
    - †Chilotherium — Хилотерии — 13,7—3,4 млн лет
    - †Dromoceratherium — 15,97—7,25 млн лет
    - †Floridaceras — 20,43—16,3 млн лет
    - †Hoploaceratherium — 16,9—16,0 млн лет
    - †Mesaceratherium
    - †Peraceras — 20,6—10,3 млн лет
    - †Plesiaceratherium — 20,0—11,6 млн лет
    - †Proaceratherium — 16,9—16,0 млн лет
    - †Sinorhinus
    - †Subchilotherium

  - † Триба Teleoceratini
    - †Aprotodon — 28,4—5,33 млн лет
    - †Brachydiceratherium
    - †Brachypodella
    - †Brachypotherium — 20,0—5,33 млн лет
    - †Diaceratherium — 28,4—16,0 млн лет
    - †Prosantorhinus — 16,9—7,25 млн лет
    - †Shennongtherium
    - †Teleoceras — 16,9—4,9 млн лет

  - Триба Rhinocerotini — появились 40,4 млн лет
    - †Gaindatherium — 11,61—11,1 млн лет
    - Rhinoceros — Индийский и яванский носороги

  - Триба Dicerorhinini — появились 5,33 млн лет назад
    - †Coelodonta — Шерстистый носорог
    - Dicerorhinus — Суматранский носорог
    - †Dihoplus — 11,61—1,81 млн лет
    - †Lartetotherium — 15,97—8,7 млн лет
    - †Stephanorhinus — 9,7—0,126 млн лет

  - Триба Dicerotini — появились 23,03 млн лет назад
    - Ceratotherium — Белый носорог, появился 7,25 млн лет назад
    - Diceros — Чёрный носорог, появился 23,03 млн лет назад
    - †Paradiceros — 15,97—11,61 млн лет
- † Подсемейство Elasmotheriinae
  - †Gulfoceras — 23,03—20,43 млн лет
  - †Victoriaceros[2]
  - † Триба Diceratheriini
    - †Diceratherium — 33,9—11,61 млн лет
    - †Subhyracodon — Субгиракодоны — 38,0—26,3 млн лет

  - † Триба Elasmotheriini — 20,0—0,126 млн лет
    - †Bugtirhinus — 20,0—16,9 млн лет
    - †Caementodon
    - †Elasmotherium — Эласмотерии — 3,6—0,03 млн лет
    - †Hispanotherium (Huaqingtherium) — 16,0—7,25 млн лет
    - †Iranotherium
    - †Kenyatherium
    - †Meninatherium
    - †Menoceras — Меноцерасы — 23,03—16,3 млн лет
    - †Ningxiatherium[3]
    - †Ougandatherium — 20,0—16,9 млн лет
    - †Parelasmotherium
    - †Procoelodonta
    - †Sinotherium — 9,0—5,3 млн лет

Роды носороговых с неопределённой принадлежностью к подсемействам:
- †Nesorhinus
- †Symphyssorrhachis
- †Meschotherium
- †Punjabitherium
- †Guixia (Juixia)
- †Uintaceras — Уинтацерасы
- †Teletaceras (Eotrigonias) — Телетацерасы
- †Epiaceratherium
- †Amphicaenopus
- †Penetrigonias — Пенетригониасы
- †Trigonias — Тригониасы
- †Ronzotherium
- †Pleuroceros
- †Protaceratherium[4]

#### Аминодонтовые
По данным сайта Paleobiology Database, на август 2018 года в семейство включают 14 вымерших родов:
- Роды incertae sedis
  - Amynodon Marsh, 1877
  - Amynodontopsis Stock, 1933
  - Andarakodon Averianov & Potapova, 1996
  - Orthocynodon Scott & Osborn, 1882
  - Rostriamynodon Wall & Manning, 1986
  - Sharamynodon Kretozi, 1942 [syn. Lushiamynodon Chow & Xu, 1965]
- Триба Cadurcodontini
  - Cadurcodon Kretzoi, 1942 [syn. Paracadurcodon Xu, 1966, Sianodon Xu, 1965]
  - Cadurcotherium Gervais, 1873 [syn. Cadurcamynodon Kretzoi, 1942, Hypsamynodon Gromova, 1954]
  - Procadurcodon Gromova, 1960
  - Zaisanamynodon Belyaeva, 1971
- Триба Metamynodontini Kretzoi, 1942
  - Megalamynodon Wood, 1945
  - Metamynodon Scott & Osborn, 1887
  - Paramynodon Matthew, 1829
  - Sellamynodon Tissier et al., 2018

#### Гиракодонтовые
- † Hyrachyinae
- † Hyracodontinae
- † Triplopodinae
- † Eggysodontinae

### Тапирообразные
- † Семейство Лофиалетиевые[источник не указан 212 дней] (Lophialetidae)
  - † Бревиодоны[источник не указан 212 дней] (Breviodon)
  - † Эолетесы[источник не указан 212 дней] (Eoletes)
  - † Лофиалетесы[источник не указан 212 дней] (Lophialetes)
  - † Парабревиодоны[источник не указан 212 дней] (Parabreviodon)
  - † Патэкопсы[источник не указан 212 дней] (Pataecops)
  - † Шльоссерии[источник не указан 212 дней] (Schlosseria)
  - † Чонгджьянолетесы[источник не указан 212 дней] (Zhongjianoletes)
- † Семейство Гептодонтиевые[источник не указан 212 дней] (Heptodontidae)
  - † Гептодоны[источник не указан 212 дней] (Heptodon)
- † Семейство Деперетеллиевые[источник не указан 212 дней] (Deperetellidae)
  - † Багинолофы[источник не указан 212 дней] (Bahinolophus)
  - † Деперетеллы (Deperetella)
  - † Irdinolophus
- † Семейство Гелялетиевые[источник не указан 212 дней] (Helaletidae)
  - † Джагирилофы[источник не указан 212 дней] (Jhagirilophus)

  - † Подсемейство Гелалетины[источник не указан 212 дней] (Helaletinae)
    - † Гелалетесы[источник не указан 212 дней] (Helaletes)
- † Семейство Изектолофиевые[источник не указан 212 дней] (Isectolophidae)
  - † Карагалаксы[источник не указан 212 дней] (Karagalax)
  - † Паралофиодоны[источник не указан 212 дней] (Paralophiodon)
  - † Састрилофы[источник не указан 212 дней] (Sastrilophus)
  - † Системодоны[источник не указан 212 дней] (Systemodon)

  - † Подсемейство Изектолофины[источник не указан 212 дней] (Isectolophinae)
    - † Изектолофы[источник не указан 212 дней](Isectolophus)

  - † Подсемейство Гомогалаксины[источник не указан 212 дней] (Homogalaxinae)
    - † Гомогалаксы[источник не указан 212 дней] (Homogalax)
- Семейство Тапировые (Tapiridae)
  - † Colodon
  - † Dilophodon
  - † Heteraletes
  - † Miotapirus
  - † Nexuotapirus
  - † Palaeotapirus
  - † Paratapirus
  - † Plesiocolopirus
  - † Plesiotapirus
  - † Protapirus
  - † Selenolophodon
  - † Tapiravus
  - † Tapirella
  - Tapirus — Тапиры
  - † Teleolophus

### Анцилоподы

#### Халикотериевые
Подсемейство Chalicotheriinae:
- †Anisodon — Анизодон (поздний миоцен, Европа)
- †Butleria
- †Chalicotherium — Халикотерии (миоцен — ранний плиоцен, Европа и Африка)
- †Nestoritherium — Несторитерий (поздний плиоцен — ранний плейстоцен, Азия)

Подсемейство Schizotheriinae:
- † Ancylotherium — Анкилотерий (поздний миоцен — ранний плейстоцен, Европа, Азия, Африка)
- † Borissiakia — Борисякии (поздний олигоцен, Азия)
- † Chemositia — Хемосития (Африка, часто не считается валидным родом)
- † Kalimantsia — Калиманция (поздний миоцен, Европа)
- † Limognitherium — Лимогнитерий
- † Lophiaspis — Лофиаспис
- †Metaschizotherium (ранний-средний миоцен, Европа, фрагментарные остатки в Азии)
- † Moropus — Моропусы (ранний-средний миоцен, Северная Америка)
- †Phyllotillon (миоцен, Азия)
- † Tylocephalonyx — Тилоцефалоникс (миоцен, Северная Америка)